# Stephen Wayne Anderson
 (juillet 2020).
Si vous disposez d'ouvrages ou d'articles de référence ou si vous connaissez des sites web de qualité traitant du thème abordé ici, merci de compléter l'article en donnant les références utiles à sa vérifiabilité et en les liant à la section « Notes et références ».
 (10 août 2022).
Stephen Wayne Anderson, né le 8 juillet 1953 et mort le 29 janvier 2002, est un assassin américain qui a été exécuté à la prison d'État de San Quentin, en Californie, par injection létale pour le meurtre d'Elizabeth Lyman. Il avait tué ou admis avoir tué au moins huit autres personnes, dont un compagnon de captivité et au moins sept personnes sur contrat.
Le 24 juillet 1981, un juge du comté de San Bernardino a condamné Stephen Wayne Anderson à la peine capitale. Son dernier repas avant l'exécution consistait en deux sandwichs au fromage grillé aux radis, une pinte de fromage cottage, un mélange de maïs, une tranche de tourte à la pêche et une pinte de crème glacée aux pépites de chocolat. Le 29 janvier 2002, Anderson a été exécuté par injection létale à la prison d'État de San Quentin. Il a été déclaré mort à 12 h 30, heure du Pacifique.